# Bromus auleticus
Bromus auleticus là một loài thực vật có hoa trong họ Hòa thảo. Loài này được Trin. ex Nees mô tả khoa học đầu tiên năm 1829.